# Моторевська Євгенія Сергіївна
Моторевська Євгенія Сергіївна (15 вересня 1988 ) — українська журналістка, редакторка, відеопродюсерка, головна редакторка Громадського телебачення.

## Життєпис
З 2008 року працює в медіа. Працювала на опозиційному телеканалі ТВі та телеканалі ICTV. З березня 2016 по липень 2021 року працювала в агенції журналістських розслідувань «Слідство.Інфо». Спеціалізувалася на розслідуванні корупції та зловживань в правоохоронних органах та суддівській системі. Була авторкою та ведучою програми «Що це було?» на 24 Каналі.
Входила до першого складу Громадської ради доброчесності, затвердженої зборами представників громадських об’єднань, які були скликані головою Вищої кваліфікаційної комісії суддів України у листопаді 2016 року.
З липня 2021 року — головна редакторка hromadske.

## Фільми-розслідування
- «Вікторія: трагедія пустоти» — фільм-розслідування про корупційні злочини і недбальство, які стали причиною пожежі в одеському таборі «Вікторія», під час якої загинуло троє дітей[4].
- «Місто вкрадених квартир» — фільм розповідає про схеми крадіжки житла в столиці та показує долі людей, які через шахраїв опинилися на вулиці без майна, грошей та особистих речей[5].
- «Я – бот» — фільм-розслідування про те, як працюють українські ботоферми та хто з політиків користувався їхніми послугами перед парламентськими виборами 2019-го[6].
- «Король контрабанди» — фільм-розслідування про одеського бізнесмена Вадима Альперіна, якого називають «королем української контрабанди» і про те, як він роками уникав відповідальності за порушення закону[7].
- «Нарадча кімната»[8] — двосерійний[9] фільм-розслідування про зв’язки суддів Окружного адмінсуду Києва з політиками та топ-посадовцями.

## Відзнаки
У 2017 році отримала премію «За видатні заслуги в журналістиці розслідувань» від CEI та SEEMO у співпраці з Фондом Конрада Аденауера (KAS). 
У 2020 році разом з журналістами Дмитром Реплянчуком та Василем Бідуном отримала найвищу відзнаку Національного конкурсу журналістських розслідувань за фільм «Я – бот».
У 2021 році отримала Міжнародну премію імені Павла Шеремета.